# Velyki Hejivci
Velyki Hejivci (česky také Velké Gejovce, ukrajinsky Великі Геївці, maďarsky Nagygejőc) jsou obec na Ukrajině, v Zakarpatské oblasti, v okrese Užhorod, v surtské vesnické komunitě. V roce 2025 zde žilo 1062 obyvatel; v celé obci pak 1948 obyvatel.

## Místní části
- Velyki Hejivci
- Mali Hejivci
- Ruski Hejivci[2]

## Historie
První písemná zmínka o obci pochází z roku 1338. Obec byla původně součástí Uherska. Po uzavření Trianonské smlouvy obec připadla Československu, kde byly vedena pod názvem Velké Gejovce. Za první československé republiky zde byl obecní notariát, četnická stanice a poštovní úřad.  V letech 1938 až 1944 byla obec (kvůli první vídeňské arbitráži) součástí Maďarského království. V roce 1945 byla obec připojena k Ukrajinské SSR, která byla součástí Sovětského svazu; nakonec od roku 1991 je součástí samostatné Ukrajiny.